# Steinen, Elveția
Steinen este o localitate din cantonul Schwyz, Elveția. Ea are o populație de 3.082 de locuitori (2008).